# الک بریدر
الک بریدر (انگلیسی: Alec Brader؛ زادهٔ ۶ اکتبر ۱۹۴۲) بازیکن فوتبال اهل بریتانیا است.
از باشگاه‌هایی که در آن بازی کرده‌است می‌توان به باشگاه فوتبال گریمزبی تاون اشاره کرد.